# سباق الجائزة الكبرى للدراجات النارية موسم 1989
سباق الجائزة الكبرى للدراجات النارية موسم 1989 كان النسخة الـ 41 من بطولة العالم التي نظمها الاتحاد الدولي للدراجات النارية. تكون الموسم من 15 سباقا بدأ بجائزة اليابان الكبرى للدراجات النارية وانتهى بجائزة البرازيل الكبرى للدراجات النارية. كان إدي لوسون بطل الموسم لفئة 500 سي سي.

## النتائج
| الجولة | السباق                                         | المكان                           | الفائز بفئة 80 | الفائز بفئة 125 | الفائز بفئة 250 | الفائز بفئة 500   | التقرير |
| ------ | ---------------------------------------------- | -------------------------------- | -------------- | --------------- | --------------- | ----------------- | ------- |
| 1      | جائزة اليابان الكبرى للدراجات النارية          | حلبة سوزوكا                      |                | إزيو جيانولا    | جون كوسينسكي    | كيفن شوانتز       | التقرير |
| 2      | جائزة أستراليا الكبرى للدراجات النارية         | حلبة الجائزة الكبرى بجزيرة فيليب |                | أليكس كريفيل    | سيتو بونس       | واين غاردنر       | التقرير |
| 3      | جائزة الولايات المتحدة الكبرى للدراجات النارية | حلبة لاغونا سيكا                 |                |                 | جون كوسينسكي    | وين ريني          | التقرير |
| 4      | جائزة إسبانيا الكبرى للدراجات النارية          | حلبة خيريز                       | هيري تورونتيجي | أليكس كريفيل    | لوكا كادالورا   | إدي لوسون         | التقرير |
| 5      | جائزة إيطاليا الكبرى للدراجات النارية          | حلبة ميزانو الدولية              | خورخي مارتينيز | إزيو جيانولا    | سيتو بونس       | بيرفرانسيسكو شيلي | التقرير |
| 6      | جائزة ألمانيا الكبرى للدراجات النارية          | حلبة هوكنهايم                    | بيتر أوتل      | أليكس كريفيل    | سيتو بونس       | وين ريني          | التقرير |
| 7      | جائزة النمسا الكبرى                            | سالزبرجرينج                      |                | هانز سبان       | سيتو بونس       | كيفن شوانتز       | التقرير |
| 8      | جائزة يوغوسلافيا الكبرى للدراجات النارية       | حلبة جروبنك                      | بيتر أوتل      |                 | سيتو بونس       | كيفن شوانتز       | التقرير |
| 9      | كأس هولندا السياحية                            | حلبة أسن تي تي                   | بيتر أوتل      | هانز سبان       | رينهولد روث     | وين ريني          | التقرير |
| 10     | جائزة بلجيكا الكبرى                            | حلبة دي سبا فرانكورشومب          |                | هانز سبان       | جاك كورنو       | إدي لوسون         | التقرير |
| 11     | جائزة فرنسا الكبرى للدراجات النارية            | حلبة دي لا سارث                  |                | خورخي مارتينيز  | كارلوس كاردوس   | إدي لوسون         | التقرير |
| 12     | جائزة بريطانيا الكبرى للدراجات النارية         | دونينجتون بارك                   |                | هانز سبان       | سيتو بونس       | كيفن شوانتز       | التقرير |
| 13     | جائزة السويد الكبرى للدراجات النارية           | حلبة أندرستورب                   |                | أليكس كريفيل    | سيتو بونس       | إدي لوسون         | التقرير |
| 14     | جائزة التشيك الكبرى للدراجات النارية           | حلبة برنو                        | هيري تورونتيجي | أليكس كريفيل    | رينهولد روث     | كيفن شوانتز       | التقرير |
| 15     | جائزة البرازيل الكبرى                          |                                  |                |                 | لوكا كادالورا   | كيفن شوانتز       | التقرير |